# Matador (Texas)
Matador é uma cidade  localizada no estado norte-americano de Texas, no Condado de Motley.

## Demografia
Segundo o censo norte-americano de 2000, a sua população era de 740 habitantes.
Em 2006, foi estimada uma população de 660, um decréscimo de 80 (-10.8%).

## Geografia
De acordo com o United States Census Bureau tem uma área de
3,4 km², dos quais 3,4 km² cobertos por terra e 0,0 km² cobertos por água. Matador localiza-se a aproximadamente 726 m acima do nível do mar.

## Localidades na vizinhança
O diagrama seguinte representa as localidades num raio de 48 km ao redor de Matador.